# Монтеррюбьо, Оливье
Оливье́ Монтеррюбьо́ (фр. Olivier Monterrubio; род. 8 августа 1976, Гайяк) — французский футболист, нападающий. Известен по выступлениям за «Нант» и «Ренн».

## Клубная карьера
Монтеррюбьо начал свою карьеру в клубе «Нант» в 1996 году. В сезоне 1998/1999 он помог клубу выиграть Кубок Франции, а сам был признан лучшим молодым футболистом года во Франции. В следующем сезон Оливье помог клубу вновь выиграть трофей, а через год стал чемпионом Франции в составе «канареек».
Летом 2001 года Монтеррюбьо перешёл в стан главного соперника «Нанта», другой бретонский клуб — «Ренн». Дебют в новой команде был осложнён враждебностью болельщиков «Ренна» по отношению к Оливье. Однако со временем, благодаря своей игре, он сумел стать любимцем на «Рут де Лорьян». В нападении «Ренна» он составил супер-дуэт со швейцарским форвардом Александром Фраем. В сезоне 2004/05 Оливье стал капитаном команды. Монтеррюбьо был лидером чемпионата Франции по количеству голевых передач в сезонах 2004/05 и 2005/06, а по окончании сезона 2006/07 был вторым по этому показателю. В «Ренне» он отыграл пять сезонов, приняв участие в 215 матчах и забив 41 мяч.
В январе 2007 года Монтеррюбьо перешёл в «Ланс» в качестве замены ушедшему в «Ренн» Оливье Томеру. 3 февраля 2007 года в матче против «Валаньсьена» он дебютировал за новый клуб. 22 сентября в поединке против «Тулузы» Оливье забил свой первый гол. В конце сезона команды вылетела в Лигу 2, несмотря на то, что Монтеррубио набрал отличную форму и много забивал.
Летом 2008 года Оливье подписал контракт с швейцарским «Сьоном». 19 июля в матче против «Арау» он дебютировал в швейцарской Суперлиге. 24 июля в поединке против «Янг Бойз» Монтеррюбьо забил свой первый гол за новый клуб, реализовав пенальти. По окончании сезона он вернулся во Францию, где на протяжении двух сезонов выступал за «Лорьян».

## Международная карьера
Несмотря на то, что Монтеррюбьо был одним из талантливейших футболистов своего поколения во Франции, он не сыграл за национальную сборную ни одного матча. Трижды Оливье вызывался в сборную Франции для подготовки к матчам, но на поле так ни разу не появился.

## Достижения
Командные
«Нант»
- Чемпион Франции: 2000/01
- Обладатель Кубка Франции: 1998/99, 1999/00

Индивидуальные
- Лучший молодой футболист года во Франции: 1999